# Шогенов, Николай Касимович
Николай Касимович Шогенов — советский хозяйственный, государственный и политический деятель.

## Биография
Родился в 1918 году в селении Наурузово. Член КПСС.
Участник Великой Отечественной войны. С 1945 года — на хозяйственной, общественной и политической работе. В 1945—1986 гг. — заместитель министра пищевой промышленности Кабардино-Балкарской АССР, управляющий Кабардино-Балкарским маслосыртрестом, заместитель председателя Кабардино-Балкарского совнархоза, заместитель директора, директор Нальчикского завода полупроводниковых приборов.
Делегат XXIV съезда КПСС.
Почетный работник электронной промышленности СССР. Отличник здравоохранения СССР.
Умер в Нальчике в 1994 году.